# Искусственный гипобиоз
Искусственный гипобиоз (от др.-греч. ὑπο  — «под, внизу» и βίος — «жизнь») — замедление физиологического времени в организме млекопитающих и человека в результате внешнего воздействия, за счет чего происходит приостановка всех без исключения процессов жизнедеятельности, с возможностью их последующего восстановления до начального уровня. Различают широкий спектр состояний искусственного гипобиоза — от самых незначительных изменений, когда полностью сохраняются процессы высшей нервной деятельности, до состояний, когда самостоятельное дыхание и сердцебиение могут быть обнаружены только специальными методами.
Понятие искусственного гипобиоза, как аналога естественной спячки у млекопитающих, было впервые введено в отечественную научную литературу введено академиком АН СССР Париным В. В. и Тимофеевым Н. Н.